# East North Island
East North Island oder Île Nord-Est (Northeast Island) ist eine Insel der Seychellen.

## Geographie
Die Insel liegt im Atoll Cosmoledo in den Outer Islands. Mit der westlichen Schwester-Insel West North Island bildet sie die Nordspitze des Atolls. Sie hat eine Fläche von 6,3 ha.